# Teresztenyei-forrásbarlang
A Teresztenyei-forrásbarlang Magyarország megkülönböztetetten védett barlangjai között van. Az Aggteleki Nemzeti Park területén található. A barlang az Aggteleki-karszt és a Szlovák-karszt többi barlangjával együtt a világörökség része.

## Leírás
A 80 m hosszú forrásbarlangnak Teresztenyén van a bejárata. A barlang középső triász steinalmi mészkőben alakult ki. A barlang azért jelentős, mert az eddigi kutatások alapján a feltárt szakasz mögött nagy méretű, akár 7 km hosszú barlangrendszer húzódhat, amelybe azonban számos kísérlet során eddig még nem sikerült bejutni. A feltárás nehézségére jellemző, hogy az Aggteleki-karszt két jelentős barlangját is olyan kutatótábor során fedezték fel, amikor a teresztenyei munkával nem jártak sikerrel.
A 700–1000 l/p vízhozamú forrás jellegzetessége, hogy a vízhozamára csak kevéssé vannak hatással az adott időszak csapadékviszonyai, ami különösen nagy méretű és nagy mennyiségű karsztvizet tároló barlangra enged következtetni. A nyomjelzéses kísérletek alapján a Teresztenyei-fennsík víznyelőivel, a Veszettárpás-víznyelővel, a Teresztenyei III.-as sz. barlanggal, a Széllyukkal, a Keserűtói-víznyelővel és a Vizetes-nyelővel áll kapcsolatban. A Teresztenyei-forrásbarlang megtekintéséhez az Aggteleki Nemzeti Park Igazgatóság engedélye kell.
Előfordul a barlang az irodalmában Kinizsi-barlang (Kordos 1984), Kinizsi barlang (Bertalan 1976), Teresztenyei-barlang (Jakucs 1957), Teresztenyei-cseppkőbarlang (Jakucs 1957), Teresztenyei forrásbarlang (Jakucs 1961), Vizetes-teresztenyei-barlangrendszer (Kordos 1984) és Vizetes-teresztenyei barlangrendszer (Bertalan 1976) neveken is. 1984-ben volt először Teresztenyei-forrásbarlangnak nevezve a barlang az irodalmában.

## Kutatástörténet
A barlang bejárati zónáját 1952-ben tárták fel a forrásterületen ásott, 16 m hosszú, 3 m mélységű árokkal, de a szűk, omladékos, szifonokkal tagolt bejárati részben csak nehezen sikerült előre jutni. A jelentős méretű barlangrendszer feltárásának a reményében több kutatótábort is rendeztek. Egyrészt az omlások átbontásával és robbantásokkal próbáltak a forrás felől előre jutni, másrészt a barlang víznyelőinek a kibontásával próbáltak a járatrendszerbe bejutni. A Műszaki Egyetem barlangkutatói 1954 augusztusában, gyakorlatilag elérték a mai végpontot, a Jóreménység terme nevű részt, ahol az omladék alól folyik ki a patak vize. A veszélyes és omladékos részben a továbbhaladásra nem láttak lehetőséget, így áthelyezték a táborukat Jósvafőre, ahol felfedezték a Vass Imre-barlangot.
1954-ben kezdett kutatási munkához a Balázs Dénes által vezetett Élelmiszeripari Minisztérium Kinizsi Sportkörének Barlangkutató Csoportja. A csoport a legígéretesebbnek tartott bejutási ponton, a Keserű-tói víznyelő kibontásával próbálkoztak. Itt, bár jelentős, 40 m-es mélységet értek el, egy omlás miatt megszakították a munkát. Próbálkoztak a barlang két további víznyelőjével is, de végül is a 4. számú munkahelyen, a Dász-töbörnél értek el sikert, csakhogy nem a teresztenyei, hanem az égerszögi Szabadság-barlangot fedezték fel.
A jósvafői kutatóállomás munkatársai 1955-ben és 1956-ban folytattak vízfestéses kísérleteket a forrástól légvonalban 850 m-re lévő Veszettárpás-nyelőben és a forrástól légvonalban 1200 m-re található Vizetes-nyelőben. A közelebbi nyelő esetében 6,5, a távolabbinál 12,5 óra alatt jelent meg a megjelölt víz a forrásban, amely 131, illetve 96 m óránkénti áramlási sebességet jelent. Az 1976-ban befejezett, Bertalan Károly által írt kéziratban szó van arról, hogy a Teresztenyei forrásbarlang (Kinizsi barlang, Vizetes-teresztenyei barlangrendszer) Teresztenyén helyezkedik el. Teresztenye templomától Ny-ra kb. 600 m-re, 270 m tszf. magasságban található a barlang mesterségesen kibontott bejárata. A VITUKI bukógátat épített a bejárathoz vízhozammérés miatt. A patakos aktív forrásbarlang 24 m hosszú, 1,5 m széles és 2 m magas. A feltételezett barlangrendszer kb. 3–4,5 km hosszú és 8–10 m széles.
Az 1984-ben kiadott, Magyarország barlangjai című könyv országos barlanglistájában szerepel az Aggteleki-karszton lévő barlang Teresztenyei-forrásbarlang néven Kinizsi-barlang és Vizetes-teresztenyei-barlangrendszer névváltozatokkal. A listához kapcsolódóan látható az Aggteleki-karszt és a Bükk hegység barlangjainak földrajzi elhelyezkedését bemutató 1:500 000-es méretarányú térképen a barlang földrajzi elhelyezkedése. Az FTSK Barlangkutató Szakosztálynak 1990-ben volt kutatási engedélye a barlang kutatásához. A barlang 1995 óta az Aggteleki-karszt és a Szlovák-karszt többi barlangjával együtt a világörökség része. 1998. május 14-től a környezetvédelmi és területfejlesztési miniszter 13/1998. (V. 6.) KTM rendelete szerint az Aggteleki Nemzeti Park Igazgatóság illetékességi területén található Teresztenyei-forrásbarlang az igazgatóság engedélyével látogatható.
2005. szeptember 1-től a környezetvédelmi és vízügyi miniszter 22/2005. (VIII. 31.) KvVM rendelete szerint az Aggteleki Nemzeti Park Igazgatóság működési területén található Teresztenyei-forrásbarlang a felügyelőség engedélyével látogatható. A 2005-ben kiadott, Magyar hegyisport és turista enciklopédia című könyv szerint az FTSK Barlangkutató Csoport egyik jelentősebb feltárása a Teresztenyei-forrásbarlang. Az Aggteleki Nemzeti Park Igazgatóság működési területén lévő, 5430/30 nyilvántartási számú Teresztenyei-forrásbarlang, 2006. február 28-tól, a környezetvédelmi és vízügyi miniszter 8/2006. KvVM utasítása szerint, megkülönböztetett védelmet igénylő barlang.
2007. március 8-tól a környezetvédelmi és vízügyi miniszter 3/2007. (I. 22.) KvVM rendelete szerint az Aggteleki Nemzeti Park Igazgatóság működési területén lévő Teresztenyei-forrásbarlang az igazgatóság engedélyével tekinthető meg. Az Aggteleki Nemzeti Park Igazgatóság működési területén lévő és 5430-30 kataszteri számú Teresztenyei-forrásbarlang, 2012. február 25-től, a vidékfejlesztési miniszter 4/2012. (II. 24.) VM utasítása szerint, megkülönböztetetten védett barlang. 2013. július 19-től a vidékfejlesztési miniszter 58/2013. (VII. 11.) VM rendelete szerint a Teresztenyei-forrásbarlang (Aggteleki Nemzeti Park Igazgatóság működési területe) az igazgatóság hozzájárulásával látogatható. 2021. május 10-től az agrárminiszter 17/2021. (IV. 9.) AM rendelete szerint a Teresztenyei-forrásbarlang (Aggteleki Nemzeti Park Igazgatóság működési területe) az igazgatóság engedélyével látogatható. A 13/1998. (V. 6.) KTM rendelet egyidejűleg hatályát veszti.